# Цвет волос
Цвет волос определяется содержанием в них двух пигментов — эумеланина и феомеланина. Феомеланин имеет красноватый оттенок и, в отличие от тёмного и зернистого эумеланина, его молекулы не образуют гранул (распределены диффузно). Если синтезируется большое количество эумеланина, то цвет волос становится тёмным — коричневым (если в достаточном количестве присутствует феомеланин) или чёрным (если феомеланина мало или нет вовсе). В случае меньшей выработки эумеланина волосы приобретают русые оттенки (с теплым рыжеватым отливом, если феомеланина много, и холодным — если его мало). Рыжий цвет волос — результат очень большого количества феомеланина и почти полного отсутствия эумеланина. Светлыми волосы становятся, если феомеланин синтезируется в сравнительно малых порциях, а эумеланин практически не вырабатывается. Пепельные и светло-серые тона волос наблюдаются в случае дефицита как эумеланина, так и феомеланина.

## Причины пигментации волос
Цвет волос определяется содержанием пигмента в клетках коркового слоя волоса, что зависит от многих факторов, самыми главными из которых являются генетические и эндокринные. Оба пигмента синтезируются специальными клетками (меланоцитами) в соответствии с генетической программой.
Активность меланоцитов неравномерна по массе волос, поэтому отдельные волосы одного человека различаются по оттенку, что и придаёт волосам естественный вид в отличие от волос, окрашенных равномерно искусственным образом. Со временем активность клеток, производящих пигмент, падает, и волосы седеют.
При нарушении синтеза меланина возникает альбинизм. При этом не только волосы становятся бесцветными, но обесцвечиваются и все кожные покровы, радужка глаз (становится красной из-за просвечивающих капилляров) и т. д. Растения и животные, не синтезирующие окрашивающие пигменты, называются альбиносами.

## Цвет волос человека
Для определения цвета волос созданы специальные шкалы из прямых естественных либо искусственных волос. В настоящее время применяется разработанная В. В. Бунаком шкала, основанная на точном определении различных оттенков с разбивкой по длине волны всей гаммы цветности на три ряда: красновато-оранжевый, желтовато-оранжевый и пепельный. Также цвет волос определяют при помощи спектрофотометрии отражённого света или колорометрией растворов с пигментными вытяжками.
В обыденном понимании выделяют блондинов (белые, жёлтые), рыжих, шатенов (каштановые, тёмно-русые) и брюнетов (чёрные).

### Брюнет
- Ирландский актёр Колин Фаррелл
- Мексикано-американская актриса Сальма Хайек

Брюнетами (фр. brunet [bʁʲuˈnet] - "темноволосым", "коричневоволосый", от лат. brunus [ˈbrunus] — коричневый) называют людей с чёрным цветом волос. Если синтезируется большое количество эумелаина, а феомеланина очень мало или совсем нет — цвет волос становится темным (коричневым, черным или темно-русым). Темный цвет — наиболее распространённый у людей окрас волос. Является доминантным признаком, встречается у представителей всех рас и национальностей. Волосы брюнетов отличаются особым блеском. Чёрный цвет может иметь дополнительные оттенки: от коричневатого до иссиня-черного. На солнце такие волосы могут отливать серебряно-голубым. Большинство людей, проживающих за пределами Европы, имеют чёрный или коричневый цвет волос. Среди европеоидов темный цвет волос является преобладающим в странах Южной Европы, Передней Азии и Северной Африки, вне зависимости от этно-языковой принадлежности индивидов. Севернее этот окрас весьма распространён среди кельтов (в Ирландии темноволосых людей так и называют — Black Irish, или Чёрные ирландцы). Брюнеты составляют заметную часть населения и в Великобритании, а также в различных регионах Центральной и Восточной Европы.

### Рыжий
Преобладание феомеланина придаёт волосам рыжий цвет (наиболее однородный и «чистый», благодаря минимуму смешивания пигментов). Рыжие волосы появляются чаще всего у людей с двумя копиями рецессивных аллелей на 16-й хромосоме, которая производит изменённую версию MC1R белка. Рыжий цвет волос встречается достаточно редко: 1 % населения Европы и 0,2 % у человеческой популяции в целом. В свое время рыжий цвет волос был довольно распространен, к примеру много кочевых народов были рыжими (скифы, сарматы, рыжими были жители  Туркестана, некоторые рода хунну, монголов и тюрок). В наше время рыжеволосые встречаются чаще всего в Северной и Западной Европе. Шотландия имеет самую высокую долю рыжих (13 %), далее Ирландия (10 %). Соединенные Штаты имеют самое многочисленное население рыжих в мире; 2 % населения. В России пояс рыжих волос проходит в Удмуртии, чьи жители справедливо считаются самым рыжим народом Европы. Рыжие волосы варьируются по цвету от бордового и «сгоревшего» оранжевого до яркого цвета меди, от венецианского блондина до бронзового. У рыжих, как правило, светлая кожа, зеленые глаза, веснушки, и имеется чувствительность к ультрафиолету. Культурные реакции среди разных народов на рыжеволосых варьировались от насмешек до восхищения; многие общие стереотипы существуют среди разных народов мира в отношении рыжих по сей день.
Рыжий цвет волос встречается достаточно редко, что делает возможным такое необычное мероприятие, как «всемирная встреча рыжеволосых». В 2009 году такая встреча проводилась в нидерландском городе Бреда. Организаторы ожидали около 4000 участников из 36 стран.

### Блондин
Блондины (фр. blondins, blondines от blond «белокурый, пепельный, светловолосый») — люди, волосы которых имеют жёлтый, белый цвет или их оттенки. В ряде европейских языков сюда же относят светло-коричневый цвет, называемый русым. В странах Северной Европы более 80 % населения имеют светлые волосы. Наиболее светлые волосы распространены в Финляндии и Швеции. Большинство российских блондинов также проживает на севере: в Карелии, в Мурманской и Архангельской областях. Больше половины населения этих территорий — натуральные блондины. Светлые волосы также встречаются у некоторых австралийских аборигенов, особенно в детстве.

### Шатен
Шатен (от фр. châtain — «каштанововолосый», châtaignier — «каштан») — обладатель тёмно-коричневых, каштановых волос. Между чёрным и русым. Является вторым наиболее распространённым цветом волос человека, после чёрных волос. Цвет волос варьируется от светло-коричневого (темно-русого) до почти чёрного. Нити волос толще, чем у светлых, но тоньше, чем у рыжих волос. Люди с коричневыми волосами часто зовутся брюнетами, хотя правильно их называть шатенами. Коричневый цвет волос является распространённым среди населения в западном мире, особенно среди жителей Центральной Европы, Южной Европы, Южного конуса, Соединённых Штатов Америки, а также некоторых групп населения в Большом Ближнем Востоке, где оттенки волос плавно переходят в чёрные волосы. Коричневый цвет волос распространён среди австралийских аборигенов и меланезийцев. Шатены также распространены в Центральной и Южной Африке.

### Русый
Светло-коричневый цвет с сероватым, рыжеватым или желтоватым оттенком относят к категории русый.
В случае меньшей выработки эумеланина волосы приобретают русые оттенки (с тёплым рыжеватым отливом, если феомеланина много, и холодным серым — если его мало). Обозначает цвет, включающий диапазон оттенков, лежащих на пересечении блондина и шатена. В толковом словаре живого великорусского языка Владимира Даля толкуется как коричневый, светло-бурый, средний между чёрным, карим и белым цветом волос. Относится к категории светлых волос. Широко распространён в Восточной Европе (Польша, Беларусь, Украина, Россия). Подразделяется на светло-русый (средний блондин), средне-русый (тёмный блондин) и тёмно-русый (светлый шатен). Русые волосы являются одной из антропологических особенностей славянских народов. Древних славян античные авторы Востока и арабы описывали как людей высоких, стройных, румянолицых, светлоглазых (сероглазых) с волосами светло-коричневого или же светло-рыжего цвета, который сравнивали с медовым цветом либо медным, иногда с цветом свежего пива, то есть янтарного цвета. Римские авторы о первых встреченных им славянах сообщали, что волосы их не совсем светлые, не белокурые, но и не совсем тёмные — русые. Зайца-русака прозвали русаком, ибо цвет его шкурки светло-коричневый, схож с цветом классического понятия русых волос. В русских народных сказках волосы девушек приобретают особое сакральное значение. Длинные, в основном русые, волосы главной героини являются одним из главных атрибутов её красоты.

### Седой
Серебристый или белый цвет волос, вызванный отсутствием более 70 % меланина в пигментации.
Как правило, с возрастом, либо под воздействием внутренних факторов (например, альбинизм), волосы изменяют свою структуру. Нарушается выработка меланина, появляется большое количество воздушных пузырьков. В результате волосы приобретают серебристо- или желтовато-белый оттенок.
Кроме того, клетки волос человека производят молекулы перекиси водорода, и чем старше становится человек, тем больше его выделяется. Таким образом, волосы обесцвечиваются изнутри и становятся серыми, а затем полностью белыми. Эксперты сделали это открытие, изучая клеточную культуру волосяных фолликулов. Было зафиксировано, что накопление перекиси водорода вызвано сокращением синтеза фермента каталаза[прояснить], способствующего распаду перекиси водорода на воду и кислород. Волосяные фолликулы не могут возместить ущерб, причинённый перекисью водорода, из-за низкого уровня ферментов, которые обычно выполняют эту функцию (ферменты MSR A и B).

## Возрастные изменения цвета волос
Довольно часто у детей в возрасте 1-2 лет наблюдается перемена цвета волос. Окончательно цвет волос обычно определяется примерно к 5 годам. Но у некоторых людей этот процесс происходит позже, в период полового созревания: их волосы сильно темнеют от поступления в организм тестостерона (особенно этот процесс заметен у австралоидов Соломоновых островов).
После 20-30 лет волосы могут постепенно терять пигментацию, появляется седина. Последнее происходит в результате прекращения продукции меланина. Утрата пигмента начинается с той части волос, которая ближе к корню, затем как правило распространяется на другие части лица и тела (иногда даже в непропорциональном количестве). Американские исследования подтвердили, что к возрасту 40 лет у 60 % мирового населения уже имеется генетическая нехватка меланина. К 50 годам это число возрастает до 86 %. Как правило, первыми седеют брюнеты, затем рыжие и русые цвета. Блондины седеют самыми последними, хотя за правило такую трактовку принимать нельзя, поскольку седина зависит от множества как внешних, так и внутренних факторов (например, питание, образ жизни, экологическая обстановка и т. д.).

## Искусственное окрашивание волос
Окрашивание волос является распространённой косметической процедурой. В современном обществе существует и регулярно изменяется мода на цвет волос.
Основными способами окрашивания волос являются следующие техники:
- Осветление, преимущественно перекисью водорода
- Окрашивание натуральными красителями — басмой, хной, луковым отваром и другими
- Двухфазное окрашивание в чёрный, коричневый и другие цвета с помощью окисляемых красителей.

Натуральные красители действуют наподобие тонирующих, то есть проникают лишь во внешний слой волоса, но держатся прочнее, особенно при систематическом употреблении. Они не в состоянии радикально изменить цвет (если человек не блондин), но могут усилить оттенок.

## Выгорание волос на солнце
Выгорание волос — естественное осветление. Под воздействием ультрафиолетовых лучей солнца волосы начинают светлеть, потому что их меланин распадается на солнце. В древних Риме и Греции многие жительницы надевали широкополые шляпы с вырезанными верхними частями, чтобы остаться в тени и сохранить модную в те времена бледность, шли на солнечные места и ждали выгорания волос до белокурых или рыжих цветов. В Италии эпохи Возрождения также модно было натуральное осветление волос, после чего появились понятия «венецианский блондин» (самый светлый из рыжих цветов) для обозначения тех цветов, до которых чаще выгорали волосы у венецианок.